# 卡尔梅克人民呼拉尔
卡尔梅克人民呼拉尔（俄语：Народный Хурал (Парламент) Республики Калмыкия）是俄罗斯联邦卡尔梅克共和国议会，按照1993年俄罗斯宪法于1994年10月首次召开，该议会同时参照了蒙古国家小呼拉尔的传统，会期通常为五年。现有议员27人，20人为统一俄罗斯党籍，7人为俄罗斯联邦共产党党籍。